# 巴里·杰金斯
巴里·詹金斯（英語：Barry Jenkins，1979年11月19日—）是一名美国电影导演，生于迈阿密，在佛罗里达州立大学学习电影。目前居住于洛杉矶。主要作品有2008年的独立电影《憂鬱的解藥》（Medicine for Melancholy），以及2016年广受好评的《月光男孩》，以《月光男孩》赢得第89届奥斯卡金像奖最佳影片、最佳改编剧本，金球奖最佳剧情片，美国编剧工会奖最佳原创剧本，独立精神奖最佳影片、最佳导演、最佳编剧。

## 生平
詹金斯1979年出生于迈阿密，在家中排行老四，父母很早就离异，父亲在他12岁时就去世了。高中时参加过学校足球队。最早接触电影是在《视与听》杂志的引领下喜欢上法国和亚洲的新浪潮作品。香港导演王家卫的《重庆森林》对他影响很大，后来进入佛罗里达州立大学电影学院学习摄影，喜欢用手持摄影机的方式拍摄作品。

## 作品列表

### 電影
- 2008：《憂鬱的解藥》（導演和編劇）
- 2016：《月光男孩》（導演和編劇）
- 2018：《藍色比爾街的沉默》（導演、監製和編劇）
- 2020：《街頭飆車王（英语：Charm City Kings）》（編劇）
- 2022：《日麗》（監製）
- 2024：《獅子王：木法沙》（導演）

### 電視劇
- 2021：《地下鐵道（英语：The Underground Railroad (miniseries)）》（創作、導演、監製和編劇）

## 荣誉
《月光男孩》
获奖
- 奥斯卡最佳影片、奥斯卡最佳改编剧本
- 金球奖最佳剧情片
- 美国编剧工会奖：最佳原创剧本
- 独立精神奖：最佳影片、最佳导演、最佳编剧
- 国家影评人协会奖：最佳影片、最佳导演
- 第88届国家评论协会奖：年度十佳影片、最佳导演
- 洛杉矶影评人协会奖：最佳影片、最佳导演
- 纽约影评人协会奖：最佳导演
- 纽约在线影评人协会奖：最佳影片、最佳导演、最佳编剧
- 卫星奖：最佳原创剧本

提名
- 第74届金球奖：最佳导演、最佳编剧
- 英国电影学院奖最佳影片、最佳原创剧本
- 第89届奥斯卡最佳导演
- 美国导演工会奖最佳电影导演